# Cchao Šen
Cchao Šen (čínsky pchin-jinem Cáo Shēn, znaky zjednodušené 曹参, tradiční 曹參, † 190 př. n. l.) byl čínský politik počátků říše Chan. Zprvu drobný úředník, který se účastnil na straně Liou Panga, zakladatele říše Chan, povstání proti říši Čchin a následné války mezi Siang Jüem a Liou Pangem. Mezi generály sloužícími Liou Pangovi ho předčil pouze Chan Sin. Po vzniku říše Chan byl nejvyšším rádcem císařova syna Liou Feje, krále z Čchi. Po smrti Siao Chea roku 193 př. n. l. nastoupil na jeho místo nejvyššího rádce čcheng-sianga (resp. siang-kuo) a stanul tak v čele chanské administrativy.

## Život
Cchao Šen pocházel z okresu Pchej v novodobé provincii Ťiang-su, byl do roku 209 př. n. l. správcem vězení (獄掾) okresu Pchej. Přátelil se s úředníkem pchejského okresního úřadu Siao Chem a mimo jiné i se starostu jedné z pchejských obcí, později psancem a vůdcem banditů Liou Pangem.
Roku 209 př. n. l. vypuklo povstání Čchen Šenga proti říši Čchin, nedlouho předtím sjednotivší Čínu. Vzbouřil se i okres Pcheng, kde se s podporou Siao Chea a Cchao Šena do čela rebelů postavil Liou Pang, který se svými přáteli vzápětí vytáhl do boje proti Čchinům jako jeden z generálů povstaleckého státu Čchu. Cchao Šen působil jako důstojník, později generál jeho armády. V bojích vynikl, po Chan Sinovi byl druhým nejschopnějším vojevůdcem z okruhu Liou Panga.
Poté co, se roku 206 př. n. l. Liou Pang stal králem z Chan, jmenoval Cchao Šena markýzem z Ťien-čchengu (建成侯) a generálem. Roku 202 př. n. l. Liou Pang zvítězil nad Siang Jüem, sjednotil Čínu do říše Chan a prohlásil se císařem. Cchao Šen krátce působil na císařském dvoře, roku 201 př. n. l. obdržel titul markýze z Pching-jangu (平陽侯) s 10 600 poddanými domácnostmi a funkci rádce (fakticky hlavy administrativy) císařova syna Liou Feje, krále z Čchi.
Roku 193 př. n. l., už za vlády císaře Chuej-tiho, zemřel nejvyšší rádce siang-kuo Siao Che, který stál v čele všech úřadů říše Chan. Cchao Šen nastoupil na jeho místo. Nezměnil uspořádání správy ani politiku svého předchůdce, a pozornost věnoval více oslavám a vínu než úřadování, což ospravedlňoval jako „vládnutí nezasahováním“ v duchu taoistické filozofie.